# Talgat Jakubekovič Begeldinov
Talgat Jakubekovič Begeldinov, sovjetski letalski častnik, vojaški pilot in letalski as, * 5. avgust 1922, † 10. november 2014. 
Begeldinov je v svoji vojaški karieri dosegel 7 zračnih zmag.

## Življenjepis
Med drugo svetovno vojno je bil poveljnik 144. gardnega jurišnega letalskega polka.
S letalom Il-2 je opravil čez 300 bojnih poletov.
Po vojni je napisal dve knjigi: Ily Atakujut in 305 Rejdov.

## Odlikovanja
- 2x heroj Sovjetske zveze